# Trans-la-Forêt
Trans-la-Forêt är en kommun i departementet Ille-et-Vilaine i regionen Bretagne i nordvästra Frankrike. Kommunen ligger i kantonen Pleine-Fougères som tillhör arrondissementet Saint-Malo. År 2022 hade Trans-la-Forêt 638 invånare.

## Befolkningsutveckling
Antalet invånare i kommunen Trans-la-Forêt
Referens:INSEE